# Coudroy
Coudroy és un municipi francès, situat al departament del Loiret i a la regió de Centre – Vall del Loira. L'any 2007 tenia 341 habitants.

## Demografia

### Població
El 2007 la població de fet de Coudroy era de 341 persones. Hi havia 124 famílies, de les quals 28 eren unipersonals (12 homes vivint sols i 16 dones vivint soles), 40 parelles sense fills, 44 parelles amb fills i 12 famílies monoparentals amb fills.
La població ha evolucionat segons el següent gràfic:
Habitants censats

### Habitatges
El 2007 hi havia 179 habitatges, 135 eren l'habitatge principal de la família, 36 eren segones residències i 8 estaven desocupats. 176 eren cases i 3 eren apartaments. Dels 135 habitatges principals, 101 estaven ocupats pels seus propietaris, 30 estaven llogats i ocupats pels llogaters i 4 estaven cedits a títol gratuït; 2 tenien una cambra, 11 en tenien dues, 27 en tenien tres, 38 en tenien quatre i 57 en tenien cinc o més. 104 habitatges disposaven pel capbaix d'una plaça de pàrquing. A 61 habitatges hi havia un automòbil i a 64 n'hi havia dos o més.

### Piràmide de població
La piràmide de població per edats i sexe el 2009 era:
| Homes | Edats   | Dones |
| ----- | ------- | ----- |
| 0     | 95 o +  | 0     |
| 0     | 90 a 94 | 4     |
| 0     | 85 a 89 | 0     |
| 0     | 80 a 84 | 0     |
| 8     | 75 a 79 | 4     |
| 8     | 70 a 74 | 4     |
| 20    | 65 a 69 | 12    |
| 12    | 60 a 64 | 24    |
| 0     | 55 a 59 | 8     |
| 4     | 50 a 54 | 8     |
| 4     | 45 a 49 | 12    |
| 16    | 40 a 44 | 0     |
| 8     | 35 a 39 | 12    |
| 16    | 30 a 34 | 12    |
| 4     | 25 a 29 | 8     |
| 8     | 20 a 24 | 0     |
| 8     | 15 a 19 | 4     |
| 16    | 10 a 14 | 4     |
| 8     | 5 a 9   | 4     |
| 4     | 0 a 4   | 4     |

## Economia
El 2007 la població en edat de treballar era de 202 persones, 157 eren actives i 45 eren inactives. De les 157 persones actives 142 estaven ocupades (77 homes i 65 dones) i 15 estaven aturades (4 homes i 11 dones). De les 45 persones inactives 18 estaven jubilades, 15 estaven estudiant i 12 estaven classificades com a «altres inactius».

### Ingressos
El 2009 a Coudroy hi havia 139 unitats fiscals que integraven 357 persones, la mediana anual d'ingressos fiscals per persona era de 16.956 €.

### Activitats econòmiques
Dels 6 establiments que hi havia el 2007, 2 eren d'empreses de construcció, 1 d'una empresa de comerç i reparació d'automòbils, 1 d'una empresa d'hostatgeria i restauració, 1 d'una empresa financera i 1 d'una empresa classificada com a «altres activitats de serveis».
Dels 4 establiments de servei als particulars que hi havia el 2009, 1 era un paleta, 1 electricista i 2 restaurants.
L'any 2000 a Coudroy hi havia 15 explotacions agrícoles que ocupaven un total de 670 hectàrees.

## Poblacions més properes
El següent diagrama mostra les poblacions més properes.